# Psophia
Psophia é um gênero de aves da família Psophiidae. Seus nomes populares são jacamim e jacami. Oito espécies pertencentes ao gênero foram descritas, todas restritas à região dos rios Amazonas e Orinoco, na América do Sul.

## Etimologia
"Jacami" é oriundo do tupi yaka'mi. "Jacamim" é a variação nasalada de "jacami".

## Utilização pelo homem
Os jacamins costumam ser domesticados pelos caboclos da Amazônia para serem utilizados como vigias das habitações destes.

## Espécies
As 8 espécies atuais ocorrem no Brasil, sendo 5 endêmicas do país.
- Psophia napensis Sclater & Salvin 1873 - Jacamim-do-napo
- Psophia crepitans Linnaeus, 1758 - Jacamim-de-costas-cinzentas
- Psophia ochroptera Pelzeln,1857 - Jacamim-de-costas-amarelas (Endêmica do Brasil)
- Psophia leucoptera Spix, 1825 - Jacamim-de-costas-brancas
- Psophia viridis Spix, 1825 - Jacamim-das-costas-verdes (Endêmica do Brasil)
- Psophia dextralis Conover, 1934 - Jacamim-de-costas-marrom (Endêmica do Brasil)
- Psophia interjecta Griscom & Greenway, 1937 - Jacamim-do-xingu (Endêmica do Brasil)
- Psophia obscura Pelzeln, 1854 - Jacamim-de-costas-escuras (Endêmica do Brasil)